# Méant
Der Méant ist ein Fluss in Frankreich, der im Département Loir-et-Cher in der Region Centre-Val de Loire verläuft. Er entspringt im westlichen Gemeindegebiet von Pierrefitte-sur-Sauldre, entwässert generell Richtung Südwest durch die Landschaft Sologne und mündet nach rund 20 Kilometern im Gemeindegebiet von La Ferté-Imbault als rechter Nebenfluss in die Sauldre. Auf seinem Weg quert der Méant die Autobahn A71.

## Orte am Fluss
(Reihenfolge in Fließrichtung)
- Le Neuillon, Gemeinde Pierrefitte-sur-Sauldre
- Les Breuillettes, Gemeinde Pierrefitte-sur-Sauldre
- Le Clos d’Issay, Gemeinde Nouan-le-Fuzelier
- La Saulot, Gemeinde Salbris
- L’Ecluse, Gemeinde Salbris
- Le Méant, Gemeinde Salbris
- La Ferté-Imbault